# ملكة جمال الدولية 1970
ملكة جمال الدولية 1970 ، هي نسخة مسابقة ملكة جمال الدولية العاشرة منذ انطلاقتها عام 1960، عقدت مسابقة في 16 مايو 1970 في أرض المعارض في قاعة المعارض في أوساكا ، اليابان. تنافس 47 متسابقة على اللقب، في نهاية الحدث توجت الفلبينية أورورا بيوان البالغ من العمر 20 عامًا يمسابقة ملكة جمال الدولية 1970 من قبل صاحبة اللقب المنتهية ولايتها فاليري هولمز من بريطانيا. لتصبح ثاني سيدة من الفلبين تتويج بلقب مسابقة ملكة جمال الدولية، هذا الفوز جعل الفلبين أول دولة تفوز بمسابقة ملكة جمال الدولية مرتين. فيما احتلت الوصيفة مارغريتا مارتا بريسي من الأرجنتين (الوصيفة الأولى)، أستراليا كارين باتريشيا بابوورث (الوصيفة الثانية ، ملكة جمال فوتوجينيك) ، توشي سودا من اليابان (الوصيفة الثالثة) وسوزان فرانسيس جريفز من نيوزيلندا (الوصيفة الرابعة).
تخلت ملكة جمال إنجلترا فاليري سوزان هولمز عن تاج ميكيموتو لأورورا التي كانت ترتدي بذلة حمراء ، وارتدت عليها رداء أحمر مخملي. تلقى جائزة نقدية قدرها 5000 دولار.
تسعة من أعضاء لجنة التحكيم المكونة من 13 عضوًا كانوا يابانيين وترأسهم المصور الأمريكي توم كيلي ، وهو مصور فوتوغرافي شهير في هوليوود في الأربعينيات والخمسينيات من القرن الماضي ، اشتهر بصوره العارية الشهيرة لمارلين مونرو عام 1949.

## النتائج

### المراكز النهائية
| النتائج النهائية       | المتنافسة |
| ---------------------- | --- |
| ملكة جمال الدولية 1970 | - الفلبين - أورورا بيوان |
| الوصيفة الأولى         | - الأرجنتين - مارجريتا بريسي |
| الوصيفة الثانية        | - أستراليا - كارين بابوورث |
| الوصيفة الثالثة        | - اليابان - توشي سودا |
| الوصيفة الرابعة        | - نيوزيلندا - سوزان جريفز |
| أفضل 15                | - كوستاريكا - جوليا هايدي برينيس - الدنمارك - جين بيرفيلدت - الإكوادور - لورد هيرنانديز - ألمانيا - سيلك كال - أيسلندا - إرلا هارداردوتير - الهند - باتريشيا دي سوزا - النرويج - تون كناران - تايلاند - بانارات بيسوتثيساك - الولايات المتحدة - راندي بليسنر - يوغوسلافيا - زدينكا مارن |

## الروابط الخارجية
- موقع ملكة جمال الدولية الرسمي